# Bharathi Kannamma
Bharathi Kannamma é uma série de televisão indiana - Tamil de 2019 e produzida pela Vijay TV. A série é estrelada por Arun Prasad, Vinusha devi nos papéis principais.

## Elenco dos Personagens

### Elenco
- Roshini Haripriyan como Kannamma
- Arun Prasad como Dr. Bharathi
- Sweety como Anjali
- Akhilan como Akhilan

### Elenco estendido
- Roopa Sree como Soundarya Devi
- Rishi Keshav como Venugopala Krishnan
- Venkat como Shanmugam
- Senthikumari como Bhagyalakshmi Shanmugam
- Rajkumar Manoharan como Selva Ganapathy
- Unknown como Anbukarasi
- Kaavya como Arivumani
- Shruthi Shanmuga Priya como Shruthi
- Tanushri como Yazhini
- Unknown como Maayandi
- Subageetha como Lalitha

### Anúncios especiais
- Snehan (Episódio 01)
- Deepa Shankar (Episódio 01)
- Uma Rani como Shenbagavalli (Episódio 02, 03)
- "Kaaka Muttai" Shanthi Mani como Paatti (Episódio 03)